# Роджер Фрай
Роджер Еліот Фрай (англ. Roger Eliot Fry; 14 грудня 1866, Лондон — 9 вересня 1934, Лондон) — англійський художник і художній критик, увів в ужиток поняття постімпресіонізм. Один з предтеч вортіцизму.

## Життєпис
Був сином судді, із старовинної квакерської родини.
Освіту здобув у Королівському коледжі Кембриджського університету. У студентські роки здійснив поїздку в Париж і до Італії, де вивчав мистецтво старих італійських майстрів. У початковий період своєї творчості спеціалізувався на пейзажному живописі.
У 1906 стає куратором нью-йоркського Метрополітен-музею. У тому ж році відкриває для себе живопис Поля Сезанна і починає цікавитися сучасним французьким мистецтвом.
У 1910 організовує в лондонській галереї Графтон виставку Едуара Мане та постімпресіоністів. Незважаючи на критичні зауваження преси, влаштовує в 1912 другу виставку постімпресіоністського мистецтва, на якій, поряд із сучасними англійськими художниками, були представлені роботи Анрі Матісса і фовістів, Пабло Пікассо і Жоржа Брака.
У своїй художній, організаторській та літературній діяльності знайшов підтримку з боку меценатки леді Оттолайн Моррелл, яка деякий час була його коханкою.
У 1913 створює дизайн-ательє Omega Workshops, в якому працювали також такі художники, як Дункан Грант, Вільям Робертс, Ванесса Белл.
Входив до групи Блумсбері, суспільство-клуб англійської інтелектуальної еліти.
У 1940 в світ вийшла його художня біографія, створена письменницею Вірджинією Вулф.

## Галерея

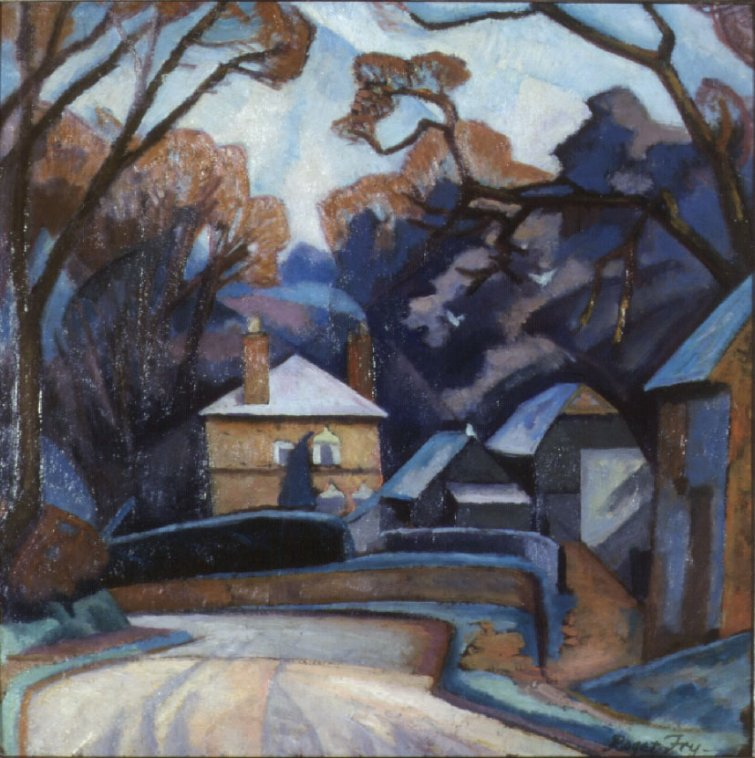
Зимовий пейзаж (1914)
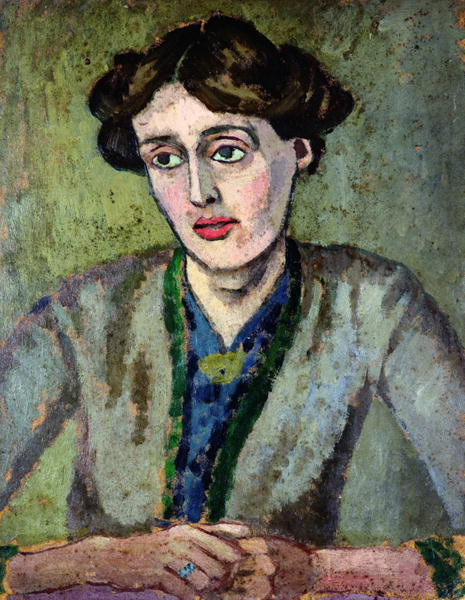
Портрет Вірджинії Вулф (1917)
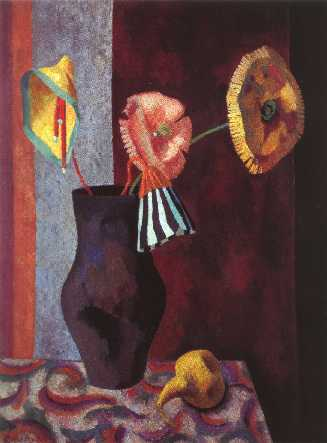
Натюрморт з квітами
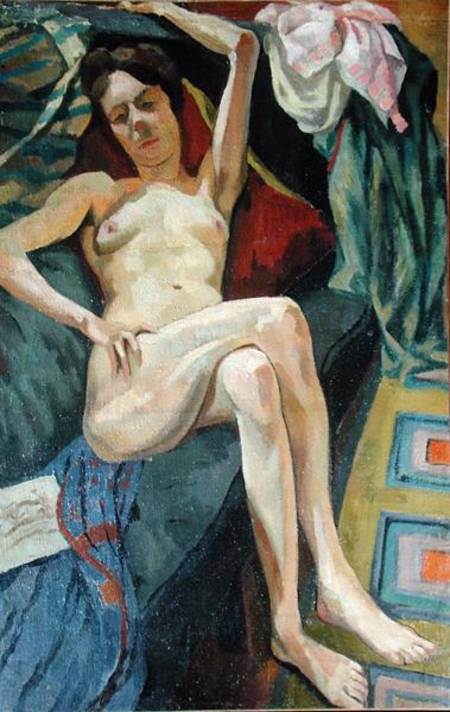
Жінка на софі (Ніна Хемнетт), (1915)
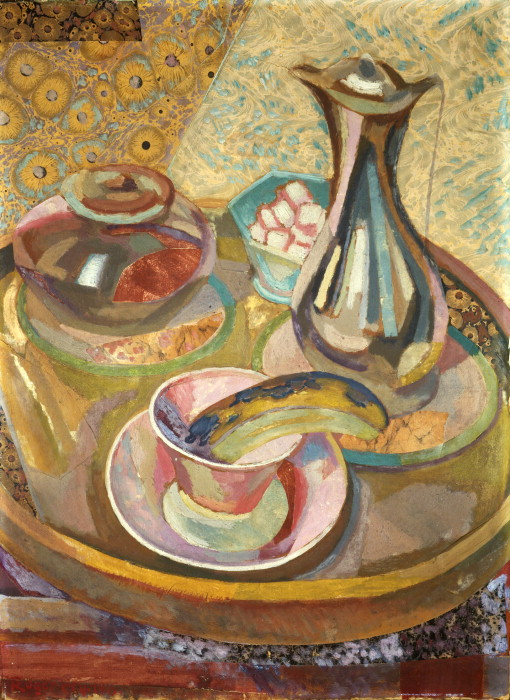
Натюрморт (1915)
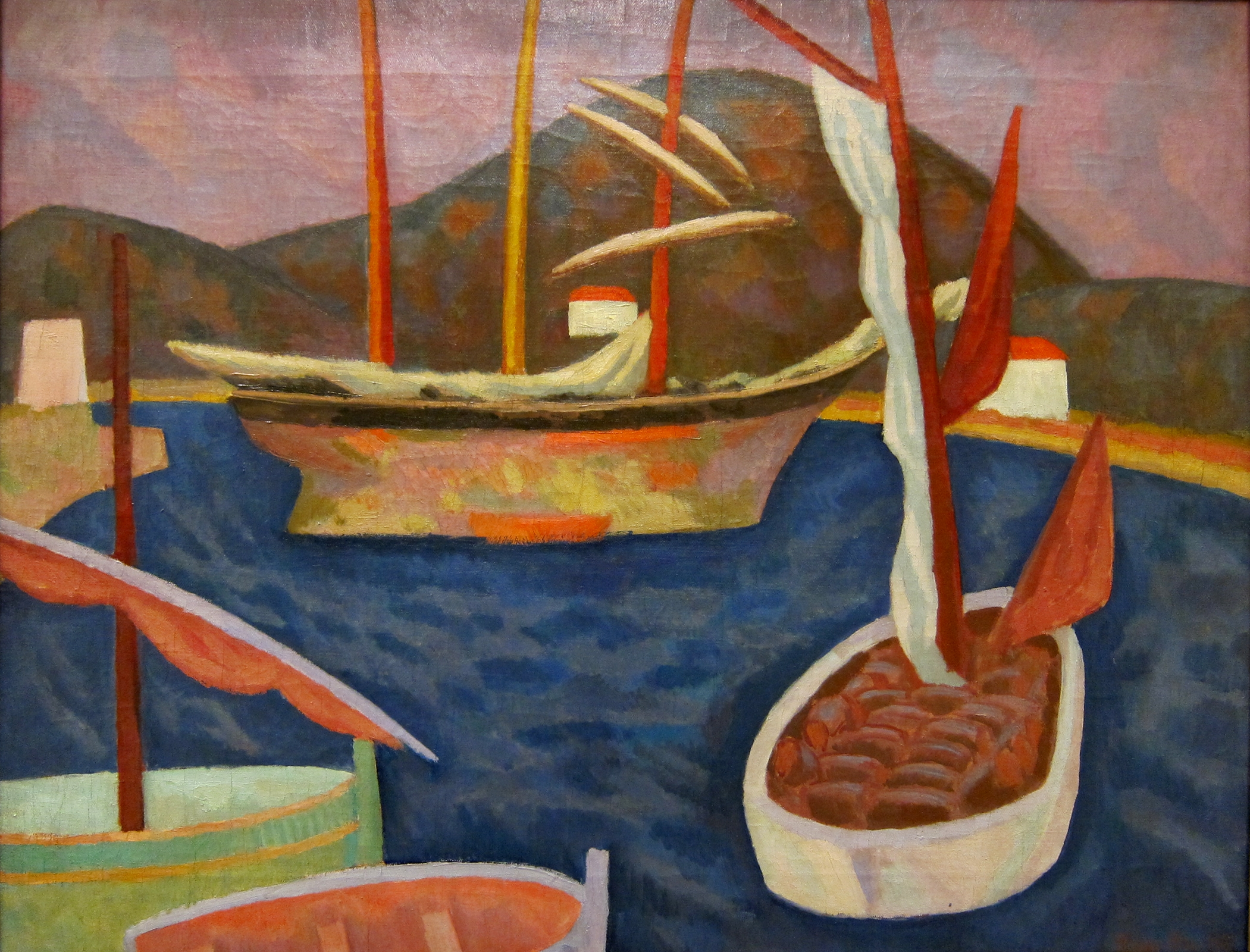
Човен в порту
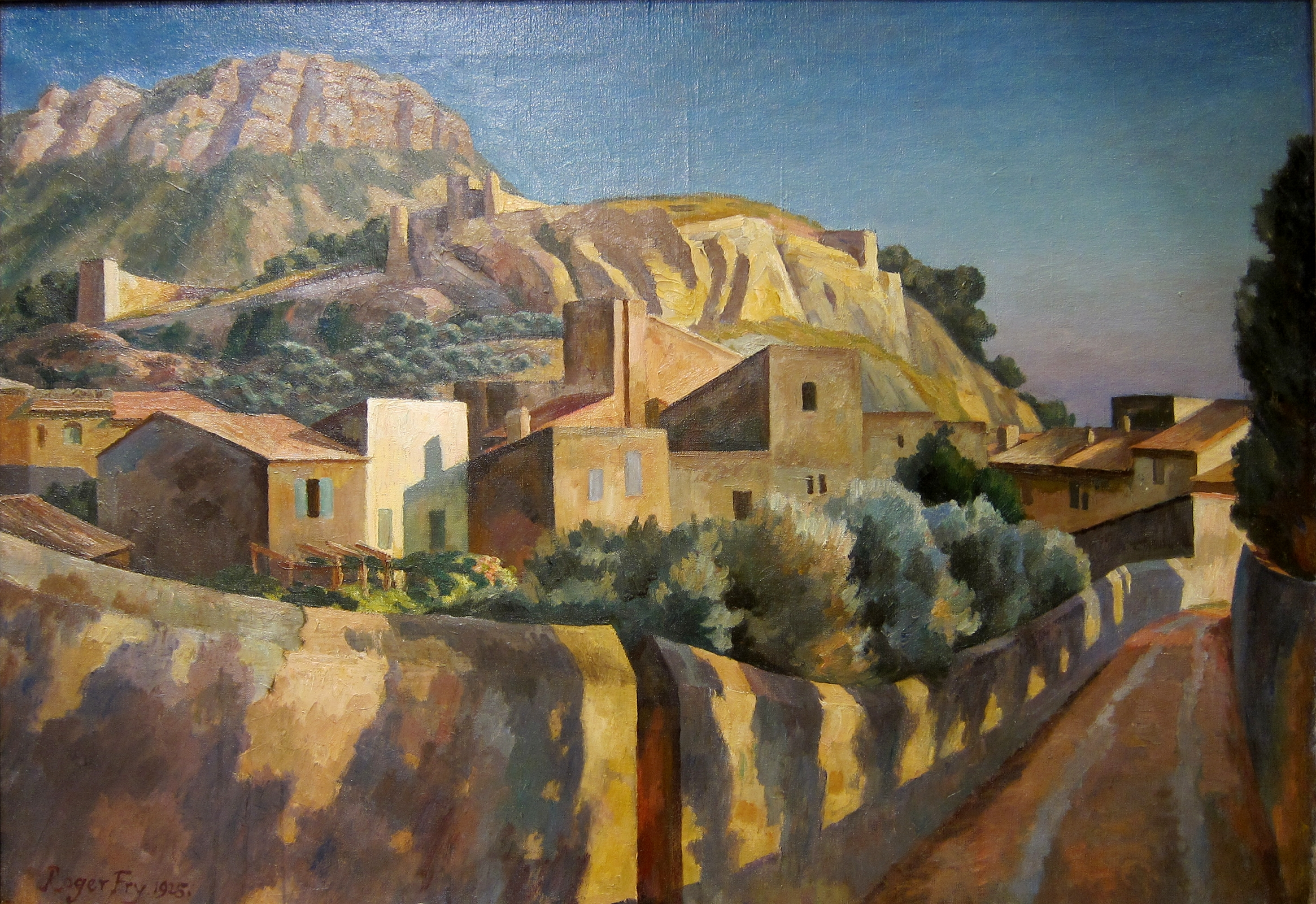
Вю де Кассі (1925)
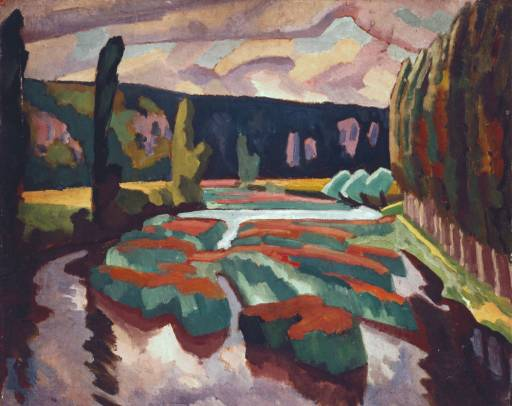
Річка і тополі (1912)
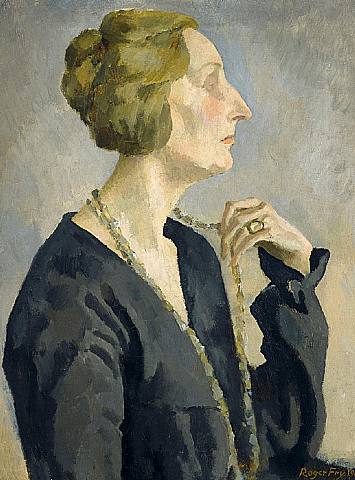
Портрет Едіт Сітвелл (1918)
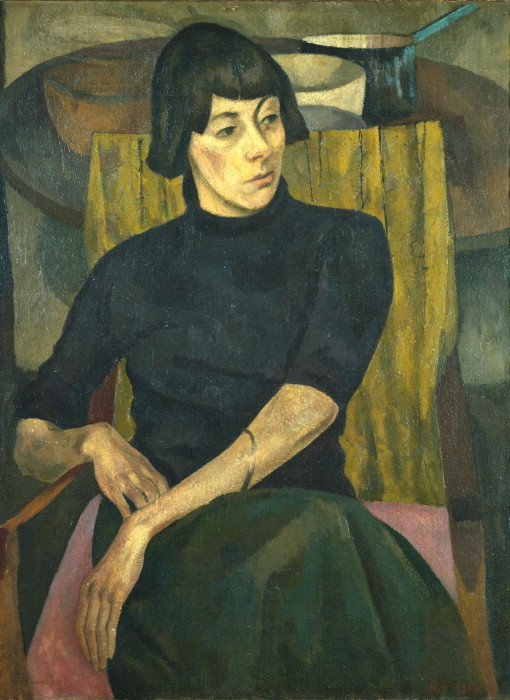
Портрет Ніни Хемнетт (1917)